# Колагдуз
Колагдуз (перс. كلاهدوز) — село в Ірані, у дегестані Поль-е Доаб, у бахші Заліян, шагрестані Шазанд остану Марказі. За даними перепису 2006 року, його населення становило 417 осіб, що проживали у складі 104 сімей.

## Клімат
Середня річна температура становить 11,07 °C, середня максимальна – 29,74 °C, а середня мінімальна – -9,93 °C. Середня річна кількість опадів – 274 мм.
| Клімат поселення                              | Клімат поселення | Клімат поселення | Клімат поселення | Клімат поселення | Клімат поселення | Клімат поселення | Клімат поселення | Клімат поселення | Клімат поселення | Клімат поселення | Клімат поселення | Клімат поселення | Клімат поселення |
| Показник                                      | Січ.             | Лют.             | Бер.             | Квіт.            | Трав.            | Черв.            | Лип.             | Серп.            | Вер.             | Жовт.            | Лист.            | Груд.            |                  |
| Середній максимум, °C                         | 5,63             | 6,87             | 10,84            | 17,44            | 22,73            | 28,07            | 29,74            | 29,66            | 24,69            | 18,46            | 11,60            | 6,24             |                  |
| Середня температура, °C                       | −2,16            | −0,91            | 3,06             | 9,66             | 14,93            | 20,29            | 24,34            | 24,26            | 19,31            | 13,06            | 6,18             | 0,84             |                  |
| Середній мінімум, °C                          | −9,93            | −8,7             | −4,73            | 1,86             | 7,16             | 12,50            | 18,94            | 18,86            | 13,90            | 7,66             | 0,78             | −4,56            |                  |
| Норма опадів, мм                              | 41               | 37               | 50               | 36               | 32               | 6                | 1                | 1                | 0                | 7                | 25               | 38               |                  |
| Середньомісячна швидкість вітру, м/с          | 1.62             | 2.44             | 3.01             | 2.99             | 2.52             | 2.37             | 2.37             | 2.20             | 2.22             | 2.10             | 1.71             | 1.78             |                  |
| Середньомісячна сонячна радіація, кДж/м²·день | 9254             | 12399            | 15008            | 18351            | 22419            | 27041            | 26017            | 24221            | 21272            | 15753            | 11002            | 8991             |                  |
| --------------------------------------------- | ---------------- | ---------------- | ---------------- | ---------------- | ---------------- | ---------------- | ---------------- | ---------------- | ---------------- | ---------------- | ---------------- | ---------------- | ---------------- |
| Джерело:                                      |                  |                  |                  |                  |                  |                  |                  |                  |                  |                  |                  |                  |                  |